# Oscarsbron

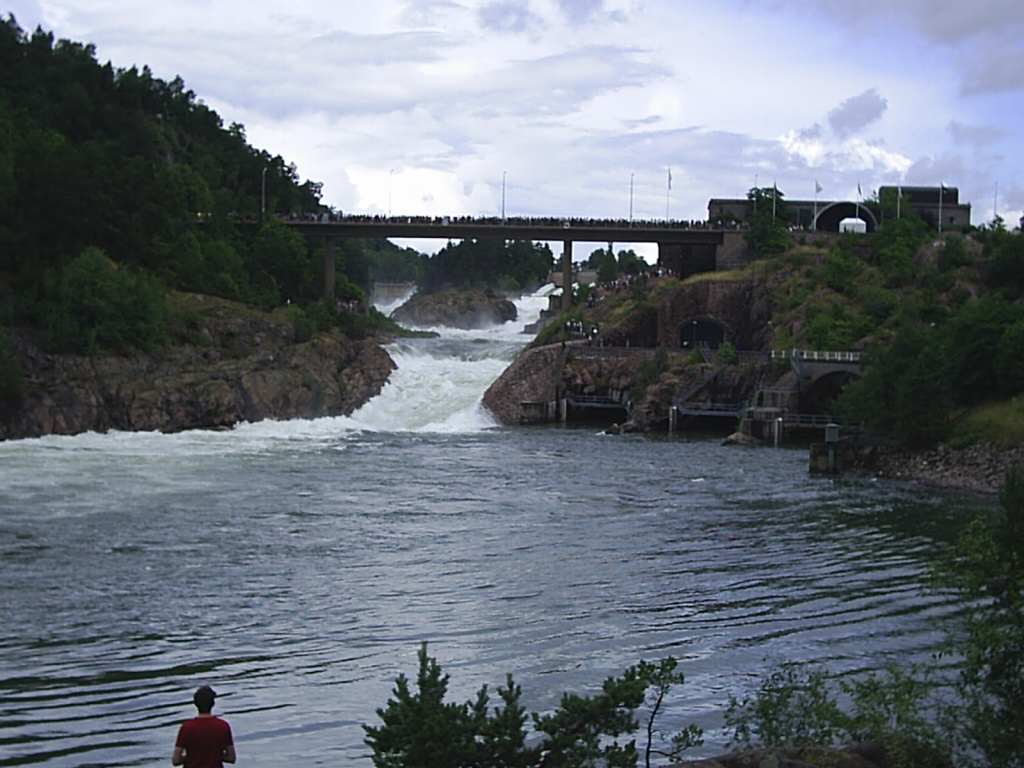
Oscarsbron och Trollhättefallen

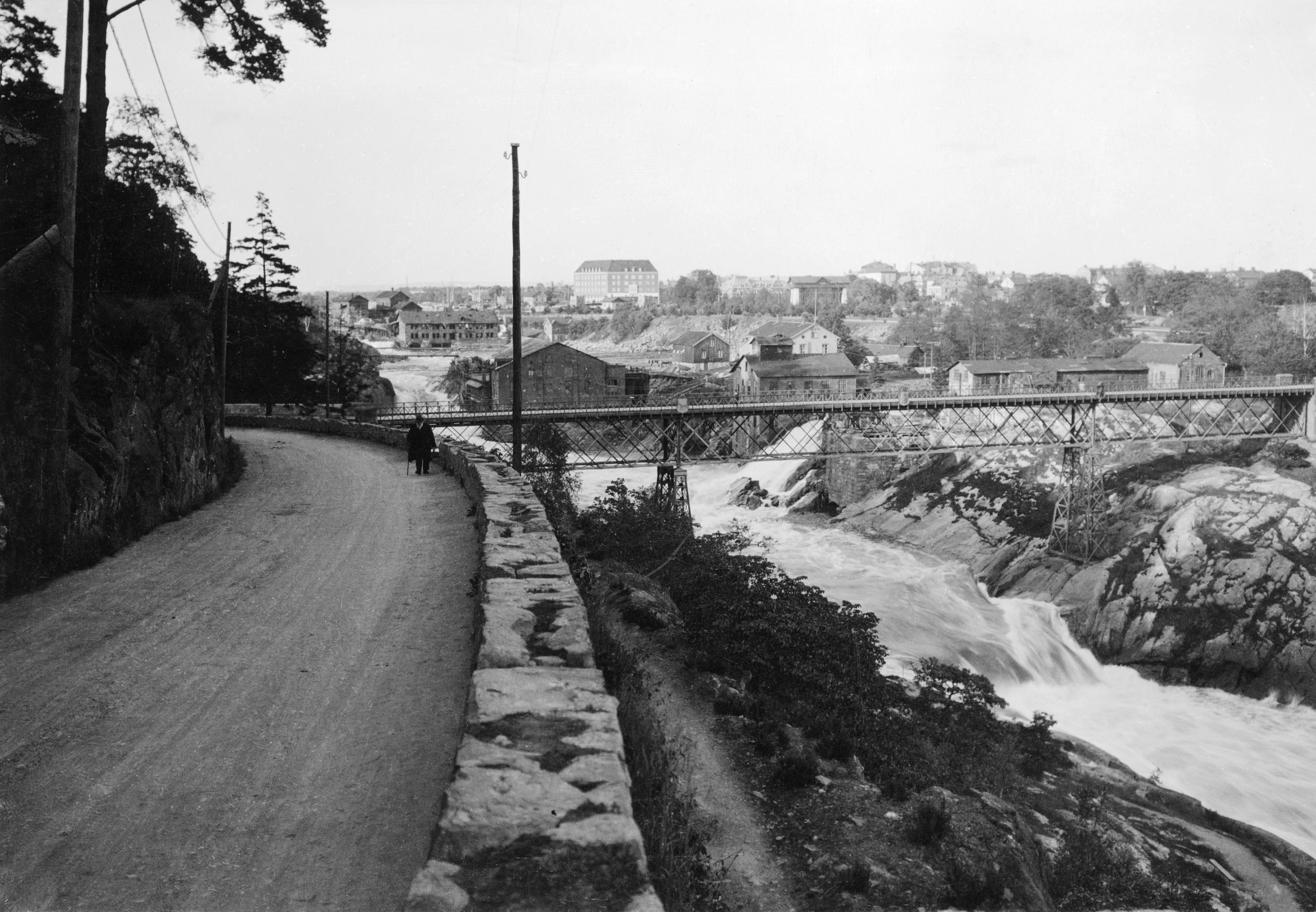
Den ursprungliga Oscarsbron, 1924

Oscarbron (Kung Oscars bro) är en bro över Göta älv vid Trollhättefallen. Den uppfördes 1889 och var den första egentliga broförbindelsen över Göta älv vid Trollhättan. Bron var en förutsättning för utvecklingen av Strömslund, som samma år grundades som Sveriges första egnahemssamhälle på västra sidan av älven, medan Trollhättans samhälle och industrier låg på östra sidan.
Den gamla bron revs och ersattes av en ny 1969.
Oscarsbron var länge en av Sveriges mest besökta turistiska utsiktsplatser, och fylls än idag av turister när vattnet släpps på i den annars torrlagda fallfåran under Fallens dagar.